# 위키즈나니예
위키즈나니예(러시아어: ВикиЗнание, WikiZnanie, 즈나니예는 "지식"이라는 뜻)는 러시아어 백과사전이다. 미디어위키를 사용하고 만들어져 있다. 지식백과사전이기 때문에 WikiZnanie는 러시아어에서 유래되었다.
2005년 12월에 위키즈나니예에는 10만장 이상의 기사가 있으며, 대부분은 퍼블릭 도메인으로 이용할 수 있는 옛 백과사전 문서로 구성되어 있다. 소련 대백과사전, Soviet Great Encyclopedic Dictionary, w:Brockhaus and Efron Encyclopedic Dictionary 등이 있다.
위키즈나니예는 GFDL 대신에 BSL DPL로 인가되어 있고, 위키백과 프로젝트와는 차이가 있다.
액세스 향상을 위해 모스크바에 서버를 두고 있다. 서버 자금을 얻기 위해 광고를 내고 있다.
현재 관리자는 창설자인 안드레이 봅크이다.

## 같이 보기
- 러시아어 위키백과